# Chahnameed
Chahnameed (Canamid, Tca'nami'd, Big Eater, Glutton; Veliki izjelica), Chahnameed, ili Big Eater, je prevarantski lik koji laže, vara, pohlepan je i u osnovi se ponaša potpuno neprikladno prema Mohegan-Pequot standardima- često na najzabavniji mogući način. Priče o Big Eateru obično su duhovite prirode.